# Topfmine

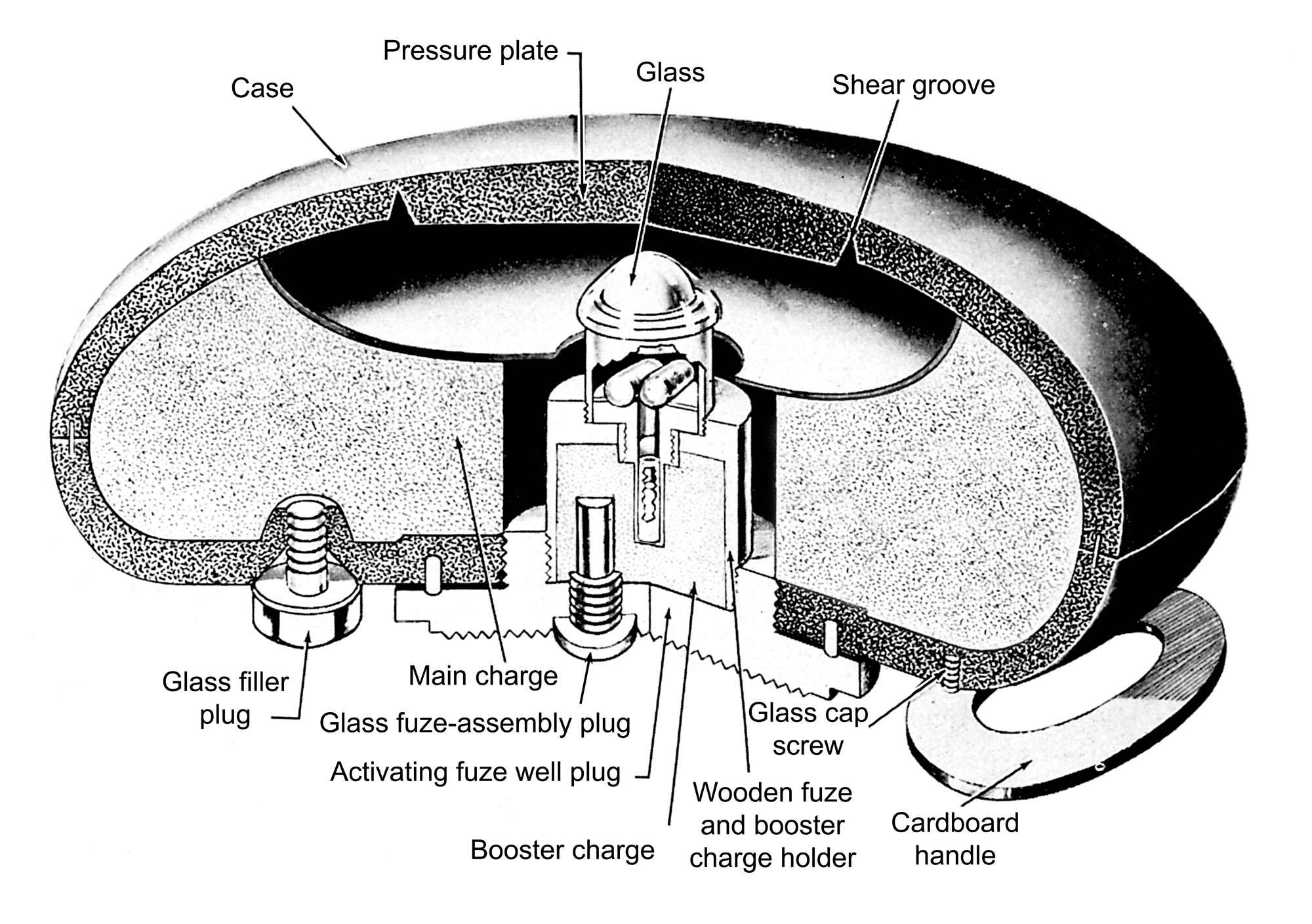
Vista interna de una Topfmine B.

Las Topfminen (literalmente, Minas de maceta) eran una serie de minas antitanque alemanas de metal circulares mínimas que entraron en servicio con el Ejército alemán en 1944, durante la Segunda Guerra Mundial. 
Las minas utilizaron una caja hecha de pulpa de madera comprimida, cartón y alquitrán junto con tapones de vidrio y componentes diseñados para que los detectores de minas aliados no pudieran detectarlos. A menudo, la única parte metálica de las minas era el detonador. 
Para permitir que las minas fueran encontradas por fuerzas amigas, las minas fueron pintadas con una sustancia de arena negra llamada Tarnsand  (arena de camuflaje). Las fuerzas aliadas descubrieron que, aunque los detectores de minas aliados no podían detectarlas, los detectores de minas alemanes las detectaban cuando habían sido marcadas con Tarnsand. El secreto de Tarnsand se mantuvo hasta después del final de la guerra, cuando se descubrió que era una sustancia ligeramente radiactiva. Los detectores de minas alemanes incorporaban un simple contador Geiger. 

## Topfmine A
La Topfmine A tenía una caja aplanada en forma de cúpula con una placa de presión circular plana elevada en la superficie superior rodeada por una ranura de corte circular. La caja normalmente estaba hecha de madera pulpada y cartón mezclado con alquitrán para impermeabilizar. Sin embargo, a veces el caso se hizo con desechos bituminosos de carbón. La espoleta SF 1 se insertó en la parte inferior de la mina y se colocó dentro de un gran tapón de vidrio que selló el fondo de la mina. Se proporcionó un pozo de espoleta secundario en la parte inferior de este enchufe para instalar dispositivos anti-manipulación. La espoleta SF 1 fue construida de vidrio y madera y contenía un detonador y una carga de refuerzo. 
Una presión de aproximadamente 330 libras (150 kg) en la placa de presión hizo que la placa se desprendiera de la carcasa de la mina, colapsando sobre la cabeza de vidrio de la espoleta de presión. La cabeza de vidrio era empujada hacia abajo, aplastando dos viales de vidrio de productos químicos, que reaccionaron juntos causando un destello, iniciando el detonador, el refuerzo y finalmente la carga principal de TNT.
Se produjeron dos versiones de la mina: una versión totalmente impermeabilizada denominada "To.Mi.A4531" y la normal "To.Mi.4531". 

## Topfmine B
La Topfmine B (To.Mi.B4531) fue ampliamente similar a la versión "A", siendo la principal diferencia un caso liso sin la placa de presión elevada. En su lugar, esta versión tenía una ranura interna de sellado para evitar que el agua ingresara en el interior y la inutilizara. 

## Topfmine C
El Topfmine C (To.Mi.C4531 o Pappmine) cambió el diseño a una forma de cilindro aplanado de ocho lados, con un tapón de espoleta central de vidrio en la parte superior. Este diseño era de paredes muy delgadas y podría producirse una detonación simpática si las minas se plantaban a menos de siete pies (2 m). 

## Especificaciones
|                     | Topfmine A           | Topfmine B        | Topfmine C         |
| ------------------- | -------------------- | ----------------- | ------------------ |
| Diámetro            | 33 cm (1 ft 1 in)    | 32 cm (1 ft 1 in) | 34 cm (1 ft 1 in)  |
| Altura              | 140 mm (5.5 in)      | 140 mm (5.5 in)   | 140 mm (5.5 in)    |
| Peso                | 9,5 kg (20 lb 15 oz) | 10 kg (22lb 1 oz) | 9 kg (19 lb 13 oz) |
| Contenido explosivo | 6 kg (13 lb 4 oz)    | 6 kg (13 lb 4 oz) | 6 kg (13 lb 4 oz)  |
| Presión operacional | 150 kg (339 lb)      | 150 kg (339 lb)   | 150 kg (339 lb)    |